# Эдвардс, Эдвин
Эдвин Вашингтон Эдвардс (англ. Edwin Washington Edwards; 7 августа 1927 — 12 июля 2021) — американский политический деятель, трижды губернатор Луизианы (1972—1980, 1984—1988 и 1992—1996 годы) от Демократической партии. Первый католический губернатор Луизианы в двадцатом веке. Как губернатор, развивал политическую платформу Хьюи Лонга. Яркая, мощная и легендарная фигура в политике Луизианы, вместе с тем Эдвардс давно преследовался по обвинению в коррупции.
В 2001 году он был приговорён к десяти годам тюремного заключения по обвинению в вымогательстве. Эдвардс начал отбывать свой срок в октябре 2002 года в Форт-Уэрте, Техас, а затем был переведён в Оукдейл, штат Луизиана.
В 2007 году представители луизианской элиты обращались к президенту США Джорджу Бушу с просьбой помиловать экс-губернатора, который отпраздновал своё 80-летие в тюрьме в августе 2007 года, однако Буш отказался.